# ReLIFE
ReLIFE (リライフ, Riraifu) est un manga écrit et dessiné par Yayoiso. Il a été publié entre octobre 2013 et mars 2018 sur le site web Comico de NHN PlayArt, puis édité en volumes reliés (entièrement en couleur) par Earth Star Entertainment,. La version physique est publiée en français par Ki-oon entre mai 2016 et avril 2021 et la version web est publilée par Delitoon depuis septembre 2019.
Une adaptation en anime réalisée par TMS Entertainment est diffusée entre juillet et septembre 2016 sur différents réseaux et chaînes de télévision au Japon, et en simulcast sur Crunchyroll dans les pays francophones,,. Une conclusion de quatre épisodes, intitulée ReLIFE - Kanketsuhen (ReLIFE 完結編, litt. « ReLIFE Chapitre final »), est publiée au Japon le 21 mars 2018 et couvre la deuxième moitié du manga,,.

## Synopsis
L'histoire tourne autour d'Arata Kaizaki, un homme âgé de 27 ans, qui devient chômeur en quittant son emploi après seulement 3 mois de travail. À la suite de cela, les difficultés s’enchaînent pour obtenir un emploi à temps plein dans une autre entreprise, font que le jeune homme se retrouve à travailler à mi-temps dans un konbini. Un soir, un homme mystérieux, Ryō Yoake, propose un marché à Arata : obtenir un emploi stable dans une entreprise de son choix à condition de devenir testeur pour une durée de un an dans le cadre du projet « ReLife », une expérience scientifique consistant à rajeunir le testeur de 10 ans (en apparence) et de l'envoyer au lycée comme simple élève. Plus qu’une chance de vivre à nouveau sa jeunesse, l’expérience pourrait permettre au sujet de remettre de l’ordre dans sa vie, dans le présent comme pour l’avenir…

## Personnages
Le nom de famille de tous les personnages reprend le nom de diverses gares japonaises, principalement à Kyūshū :
- Kaizaki, Hishiro, Kariu, Usa et Saiki sont des gares de la ligne principale Nippō,
- Tamarai, Inukai et Asaji sont des gares de la ligne principale Hōhi,
- Yoake et Onoya sont des gares de la ligne principale Kyūdai,
- Oga est une gare de la ligne Oga.

### Personnages principaux
Arata Kaizaki (海崎 新太, Kaizaki Arata)
Voix japonaise : Kenshō Ono
Arata est un homme de 28 ans qui s'est retrouvé au chômage à la suite de sa démission d'une entreprise dans laquelle « [ses] compétences paraissaient mal exploitées ». Cet argument, ainsi que la rapidité avec laquelle il a démissionné (tout juste trois mois après son entrée dans le monde du travail) n'ont fait qu'alourdir son C.V., lui faisant rater tous ses entretiens d'embauche. En vérité, Arata travaillait au sein d'une black kigyō dans laquelle sa supérieure, Saiki, était harcelée et discriminée par ses collègues masculins. Le jeune cadet a essayé de défendre son aînée malgré un refus de celle-ci, mais cela n'a fait qu'aggraver les choses, poussant finalement Saiki au suicide.
Repéré par An Onoya alors qu'il travaillait à temps partiel dans un konbini, Arata sera plus tard recruté par Ryō qui l'encourage « à vivre pleinement son ReLife ». Il lui précise également qu'à la fin de l'expérience, toutes les personnes en contact avec le sujet durant son ReLife verront leurs souvenirs communs effacés d'une manière ou d'une autre. Une simple formalité pour Arata qui n'aspire qu'à une année de lycée paisible et un travail garanti si l’expérience se déroule sans accrocs. Sous sa forme de lycéen de 17 ans, il est considéré -de manière prévisible- comme mature par ses camarades, ce qui ne l'empêchera pas de se faire rapidement des amis. Compte tenu de son âge réel, Arata veillera à écarter les sentiments superflus, mais c’est sans compter sa rencontre avec Chizuru…
Arata est le « sujet #002 » de l’expérience ReLife.
Ryō Yoake (夜明 了, Yoake Ryō)
Voix japonaise : Ryōhei Kimura
C’est l’homme qui a offert à Arata l’opportunité de participer au projet ReLife. Il a le même âge que ce dernier et semble toujours enjoué, bien qu’il puisse se montrer très sérieux lorsqu’il s’agit de protéger le bon déroulement du ReLife. En effet, Ryō tient particulièrement à ce que les personnes placées sous sa supervision puissent vivre la meilleure expérience possible. Gardant en tête l’échec qu’il a connu avec le « sujet #001 », Ryō prodigue parcimonieusement de précieux conseils à Arata aux moments qu’il juge les plus opportuns. En tant que superviseur, il surveille toujours Arata à distance et rédige un rapport sur sa vie quotidienne.
Chizuru Hishiro (日代 千鶴, Hishiro Chizuru)
Voix japonaise : Ai Kayano
Une camarade de classe d'Arata. Très intelligente sur le plan scolaire, elle présente en revanche de grosses difficultés sur le plan socio-émotionnel, d’où sa tendance à systématiquement rechercher sur le Net les phénomènes qu’elle ne peut pas expliquer avec sa logique. Sa rencontre avec Arata va quelque peu changer sa vision de son entourage, à commencer par celui qui l’a tant aidé. Chizuru est en réalité le « sujet #001 », un participant au projet ReLife, tout comme Arata. Elle vit sa deuxième expérience ReLife. En effet, la première avait été considérée comme un échec car il n’y avait aucune amélioration dans sa façon d’interagir avec autrui.
An Onoya (小野屋 杏, Onoya An)
Voix japonaise : Reina Ueda
An est présentée comme une « élève transférée » au lycée Aoba. Elle est en fait la superviseuse cadette de Ryō et celle qui a proposé Arata pour l'expérience. Toujours pleine de bonne humeur, elle travaille de concert avec Ryo, surveillant avec lui les sujets de l’expérience au déplaisir d’Arata qui a parfois l’impression d’être épié par des stalkers. Sous ses airs joyeux, An peut se montrer impitoyable au travail, comme lorsqu’elle teste Arata en le soumettant à la tentation, seul, en tête à tête avec elle sous sa forme de jeune lycéenne. Néanmoins, elle est aussi très compatissante et rechigne énormément à effacer les traces de souvenirs passés avec Arata que Chizuru a essayé de conserver.

### Lycée Aoba

#### Élèves
Rena Kariu (狩生 玲奈, Kariu Rena)
Voix japonaise : Haruka Tomatsu
Une autre camarade de classe d'Arata qui est assise juste à côté de lui. Elle est inscrite au club de volley. Étant très compétitive, à la fois physiquement qu’intellectuellement, elle considère Chizuru et Honoka comme ses rivales et amies (bien que ce ne soit pas le cas au début pour Chizuru). Rena est fière et bornée, ce qui l’empêche souvent d’être honnête avec elle-même. Elle est amoureuse de Kazuomi Ōga et agit comme une tsundere à son égard.
Kazuomi Ōga (大神 和臣, Ōga Kazuomi)
Voix japonaise : Yūma Uchida
Un camarade de classe d'Arata, assis juste devant lui et délégué de classe avec Chizuru. Il a de bons résultats sur le plan scolaire, mais possède de très mauvaises capacités sportives. Il manque également de discernement quand il s'agit de romance. Il tardera un peu à réaliser ses sentiments envers Rena mais Arata et le reste de ses amis l’aideront à concrétiser la chose. Il porte son uniforme d'une manière particulièrement accrocheuse, ce qui lui vaut le surnom de « Flashy Ōga » (チャラオーガ, Chara-Ōga).
Son frère aîné était autrefois un homme joyeux qui est devenu un NEET en raison de la forte pression qu’il subissait dans son entreprise. Plus tard, il est choisi pour participer au programme ReLife comme étant le « projet #005 » par Arata dans le dernier chapitre.
Honoka Tamarai (玉来 ほのか, Tamarai Honoka)
Voix japonaise : Himika Akaneya
La meilleure amie de Rena et la capitaine de l'équipe féminine de volleyball. Une fille naïve, amicale et douce. Ses excellentes aptitudes en sport l’ont souvent conduite à être mise à l’écart, les autres élèves considérant que ses capacités étaient une évidence et qu’il était tout bonnement impossible de la surpasser. Une fois au lycée, seule Rena est venue la mettre au défi en se présentant comme sa rivale. Honoka essaie au mieux de préserver leur amitié depuis ce jour. En dépit de ses compétences sportives, elle n’est pas très bonne sur le plan scolaire.
Nobunaga Asaji (朝地 信長, Asaji Nobunaga)
Voix japonaise : Daisuke Namikawa
L'ami d'enfance de Honoka et d'Akira, il agit comme une mère au sein du groupe. C'est un membre du comité de santé.
Akira Inukai (犬飼 暁, Inukai Akira)
Voix japonaise : Noriaki Sugiyama
Il est l'ami d'enfance de Honoka et de Nobunaga. Malgré son regard aiguisé, il se montre en fait très protecteur envers Honoka et se met en colère envers quiconque tente de la déshabiller du regard.

#### Enseignants
Kokoro Amatsu (天津 心, Amatsu Kokoro)
Voix japonaise : Miyuki Sawashiro
La professeure principale de la classe d'Arata. Elle est aussi enseignante d'éducation physique et superviseuse du club de volleyball féminin.
Kōshi Usa (宇佐 浩史, Usa Kōshi)
Voix japonaise : Wataru Hatano
Professeur d'éducation physique et superviseur de l’équipe de volley masculine. Il était le supérieur de Kokoro à l'université et ils sont en quelque sorte rivaux.
Sumire Inukai (犬飼 すみれ, Inukai Sumire)
Voix japonaise : Ryōko Shiraishi
Docteur en santé publique du l'Académie Aoba. Elle est aussi la grande sœur d'Akira.

### Autres
Michiru Saiki (佐伯 みちる, Saiki Michiru)
Voix japonaise : Shizuka Itō
Michiru était une employée de la black kigyō à laquelle Arata appartenait. Elle s'est suicidée après avoir été harcelée par ses collègues. Son suicide a eu un grand impact sur Arata, qui, lourd de remords, a fini par perdre sa confiance en lui.

## Manga
Le manga, écrit et dessiné par Yayoiso, était publié depuis le 12 octobre 2013 sur le site web Comico de NHN PlayArt, puis édité en volumes reliés par la maison d'édition Earth Star Entertainment depuis août 2014. La version française est publiée par Ki-oon entre mai 2016 et avril 2021. Annoncé par Yayoiso en février 2018, le 222e chapitre est le dernier de la série et est paru le 16 mars 2018. Un chapitre bonus, servant d'épilogue, est publié dans le 15e et dernier volume tankōbon.

### Liste des volumes
| no | Japonais         | Japonais          | Français         | Français          |
| no | Date de sortie   | ISBN              | Date de sortie   | ISBN              |
| -- | ---------------- | ----------------- | ---------------- | ----------------- |
| 1  | 12 août 2014     | 978-4-8030-0595-0 | 12 mai 2016      | 978-2-35592-945-8 |
| 2  | 12 novembre 2014 | 978-4-8030-0619-3 | 18 août 2016     | 978-2-35592-967-0 |
| 3  | 28 mars 2015     | 978-4-8030-0690-2 | 8 décembre 2016  | 978-2-35592-981-6 |
| 4  | 12 août 2015     | 978-4-8030-0757-2 | 9 mars 2017      | 979-10-327-0002-0 |
| 5  | 12 mars 2016     | 978-4-8030-0861-6 | 6 juillet 2017   | 979-10-327-0019-8 |
| 6  | 12 août 2016     | 978-4-8030-0941-5 | 26 octobre 2017  | 979-10-327-0141-6 |
| 7  | 25 février 2017  | 978-4-8030-0996-5 | 22 mars 2018     | 979-10-327-0243-7 |
| 8  | 12 mai 2018      | 978-4-8030-1186-9 | 16 août 2018     | 979-10-327-0306-9 |
| 9  | 10 août 2018     | 978-4-8030-1218-7 | 22 novembre 2018 | 979-10-327-0334-2 |
| 10 | 12 novembre 2018 | 978-4-8030-1247-7 | 23 mai 2019      | 979-1-0327-0414-1 |
| 11 | 12 février 2019  | 978-4-8030-1269-9 | 14 août 2019     | 979-10-327-0439-4 |
| 12 | 11 mai 2018      | 978-4-8030-1295-8 | 14 août 2019     | 979-10-327-0510-0 |
| 13 | 10 août 2019     | 978-4-8030-1324-5 | 20 février 2020  | 979-10-327-0565-0 |
| 14 | 12 novembre 2019 | 978-4-8030-1355-9 | 20 octobre 2020  | 979-10-327-0638-1 |
| 15 | 13 février 2020  | 978-4-8030-1384-9 | 15 avril 2021    | 979-10-327-0672-5 |

## Anime
L'adaptation en anime est annoncée en février 2015. La série est réalisée au sein du studio TMS Entertainment par Tomo Kosaka, sur un scénario de Michiko Yokote et de Kazuho Hyodo ainsi que des compositions de Masayasu Tsuboguchi ; Junko Yamanaka s'occupant des character designs,,. Elle est initialement diffusée au Japon du 2 juillet au 24 septembre 2016 sur Tokyo MX, GYT, GTV et BS11, et un peu plus tard sur AT-X et OAB,. Les 13 épisodes de l’anime ont été pré-diffusés sur l'application ReLIFE Channel le 24 juin 2016. Crunchyroll diffuse la série en simulcast dans le monde entier, excepté au Japon, en Chine, en Corée du Nord et en Syrie, ; par ailleurs, tous les épisodes ont été rendus disponibles dès le 1er juillet 2016 pour les membres Premium.
Une finale de quatre épisodes, intitulée ReLIFE - Kanketsuhen (ReLIFE 完結編, litt. « ReLIFE Chapitre final »), est diffusée sur Amazon Prime Video et vendue en Blu-ray/DVD au Japon depuis le 21 mars 2018,,. Crunchyroll diffuse également ces quatre épisodes en simulcast dans le monde entier, excepté au Japon, en Chine, en Corée du Nord et en Syrie.

### Liste des épisodes

#### ReLIFE
| No | Titre français                    | Titre japonais            | Titre japonais              | Date de 1re diffusion |
| No | Titre français                    | Kanji                     | Rōmaji                      | Date de 1re diffusion |
| -- | --------------------------------- | ------------------------- | --------------------------- | --------------------- |
| 1  | Arata Kaizaki, 27 ans, au chômage | 海崎新太（27）無職        | Kaizaki Arata (27) mushoku  | 2 juillet 2016        |
| 2  | Zéro pointé en relationnel        | コミュニケーション能力0点 | Komyunikēshon nōryoku 0-ten | 9 juillet 2016        |
| 3  | Plus tout jeune                   | オッサンなんですから      | Ossan nan desukara          | 16 juillet 2016       |
| 4  | Tomber de haut                    | 墜ちる                    | Ochiru                      | 23 juillet 2016       |
| 5  | Ressemblance                      | オーバーラップ            | Ōbārappu                    | 30 juillet 2016       |
| 6  | On se connaît déjà                | 初めましてじゃないんだよ  | Hajimemashite janainda yo   | 6 août 2016           |
| 7  | Sujet nº1 ➝ nº2                   | 被験者001→002             | Hikensha 001→002            | 13 août 2016          |
| 8  | Rupture                           | 亀裂                      | Kiretsu                     | 20 août 2016          |
| 9  | Revanche                          | リベンジ                  | Ribenji                     | 27 août 2016          |
| 10 | À chacun son égoïsme              | みんなのワガママ          | Minna no wagamama           | 3 septembre 2016      |
| 11 | Plongée dans le passé             | 過去トリップ              | Kako torippu                | 10 septembre 2016     |
| 12 | Panique à bord                    | ダブルパニック            | Daburu panikku              | 17 septembre 2016     |
| 13 | Déclaration d’amour               | 告白                      | Kokuhaku                    | 24 septembre 2016     |

#### ReLIFE - Kanketsuhen
| No | Titre en français | Titre original | Date de 1re diffusion |
| -- | ----------------- | -------------- | --------------------- |
| 14 | Graine            | Seed           | 21 mars 2018          |
| 15 | Besoin            | Need           | 21 mars 2018          |
| 16 | Rencard           | Date           | 21 mars 2018          |
| 17 | Vie               | Life           | 21 mars 2018          |

### Musique
Le générique d'introduction est « Button » de PENGUIN RESEARCH, alors que divers artistes réalisent un générique de fin différent pour chaque épisode.
Les chansons des génériques de fin sont compilées dans un album intitulé « MD 2000 ~ReLIFE Ending Songs~ » et est publié le 21 septembre 2016. Le titre « MD2000 » vient d'une version d'un minidisque sorti en 2000 tandis que l'idée des différents génériques de fin vient des chansons que Kaizaki avait l'habitude d'entendre dans ses (anciennes) journées au lycée.

#### S2
| Épisode | Titre                                                                                | Artiste             |
| ------- | ------------------------------------------------------------------------------------ | ------------------- |
| 1       | Iijyuu ★ Rider (イ―ジュ－★ライダー, Iiju ★ Raida)                                    | Tamio Okuda         |
| 2       | Hot Limit                                                                            | T.M. Revolution     |
| 3       | Timing (タイミング～Timing～, Taimingu)                                              | Black Biscuits      |
| 4       | Honey                                                                                | L'Arc～en～Ciel     |
| 5       | Kore ga Watashi no Ikiru Michi (これが私の生きる道)                                  | PUFFY               |
| 6       | Sunny Day Sunday                                                                     | Sentimental Bus     |
| 7       | Sausade (サウダージ, Saudaji)                                                        | Porno Graffitti     |
| 8       | Yuki no Hana (雪の華)                                                                | Mika Nakashima      |
| 9       | There will be love there -Ai no Aru Basho- (There will be love there -愛のある場所-) | The Brilliant Green |
| 10      | Asu e no Tobira (明日への扉)                                                         | I WiSH              |
| 11      | Pieces of A Dream                                                                    | Chemistry           |
| 12      | Natsu Matsuri (夏祭り)                                                               | Whiteberry          |
| 13, 17  | Button (ボータン, Botan)                                                             | Penguin Research    |
| 14      | Hana (花)                                                                            | Orange Range        |
| 15      | CHE.R.RY                                                                             | YUI                 |
| 16      | La La La Love Song                                                                   | Toshinobu Kubota    |

## Adaptation théâtrale
Il a été annoncé en janvier 2016 que la série est adaptée sous forme de pièce de théâtre. Avec le lancement d'un site web dédié, des informations supplémentaires y ont été révélées tels que les noms des acteurs de cette adaptation, la réalisation de la pièce par Shunichi Okamura avec un scénario de Nobuaki Kume,,. La pièce est jouée au Sunshine Theatre de Tokyo du 8 au 19 septembre 2016 et à l'Umeda Arts Theater Drama City d'Osaka du 24 au 25 septembre 2016,,.

### Distribution
| Personnage      | Acteur/Actrice   |
| --------------- | ---------------- |
| Arata Kaizaki   | Kenshō Ono       |
| Chizuru Hishiro | Moe Arai         |
| Ryō Yoake       | Yūichi Nakamura  |
| An Onoya        | Konona Shiba     |
| Kazuomi Ōga     | Taishi Sugie     |
| Rena Kariu      | Akane Takayanagi |
| Rena Kariu      | Yū Hamagashira   |
| Honoka Tamarai  | Kōme Watanabe    |
| Honoka Tamarai  | Yū Morioka       |
| Nobunaga Asaji  | Akira            |
| Akira Inukai    | Seiya Konishi    |
| Tateishi        | Kyōsuke Kurokawa |
| Michiru Saiki   | Iconiq           |

## Film en prise de vues réelles
Une adaptation en film en prise de vues réelles, réalisée par Takeshi Furusawa, est sortie au Japon le 15 avril 2017 ; celle-ci a une fin originale différente du manga d'origine. Les rôles d'Arata et Hishiro sont respectivement interprétés par Taishi Nakagawa et Yūna Taira,. La chanson de Sonoko Inoue, Message (メッセージ, Messēji), sert de chanson thème pour le film,.

### Distribution
| Personnage      | Acteur/Actrice  |
| --------------- | --------------- |
| Arata Kaizaki   | Taishi Nakagawa |
| Chizuru Hishiro | Yūna Taira      |
| Ryō Yoake       | Chiba Yūdai     |
| An Onoya        | Sae Okazaki     |
| Kazuomi Ōga     | Mahiro Takasugi |
| Rena Kariu      | Elaiza Ikeda    |

## Réception
Le 1er volume a atteint la 30e place sur le classement hebdomadaire des mangas de l'Oricon le 17 août 2014 et s'était vendu en 33 637 exemplaires ; le 2e volume a atteint la 9e place le 16 novembre 2014 et s'est vendu en 46 040 copies ; le 3e volume a atteint la 23e place le 5 avril 2015 et s'est vendu en 73 019 exemplaires.
Il a été classé 6e au Zenkoku Shotenin ga Eranda Osusume Comic 2015. Il a également été nommé en tant que « meilleur manga général » au 39e Prix du manga Kōdansha. La série s'était vendue à un million d'exemplaires en février 2016. En octobre 2016, le manga avait été téléchargé plus de 20 millions de fois.

### Sources
1. 1 2  (ja) Yayoiso, « ReLIFE : report1. 海崎新太(27)無職 » (version du 28 février 2015 sur Internet Archive)
2. 1 2 3  (en) « Japanese Comic Ranking, August 11-17 », sur Anime News Network, 21 août 2014 (consulté le 8 février 2018)
3. 1 2  (en) « 39th Annual Kodansha Manga Awards' Nominees Announced », sur Anime News Network, 3 avril 2015 (consulté le 11 février 2018)
4. 1 2  (en) « ReLIFE, Momokuri, Nanbaka, Super Short Comics Manga Get Anime », sur Anime News Network, 13 février 2015 (consulté le 8 février 2018)
5. 1 2  (en) « ReLIFE Anime Promotes July Premiere With Animated Promo », sur Anime News Network, 26 mars 2016 (consulté le 8 février 2018)
6. 1 2  (ja) « ON AIR », sur Site officiel (consulté le 8 février 2018)
7. 1 2  (en) « ReLIFE Anime Gets 4-Episode Finale Next March », sur Anime News Network, 23 avril 2017 (consulté le 8 février 2018)
8. 1 2  (en) « ReLIFE Anime's 4-Episode Finale Previewed in Video », sur Anime News Network, 22 décembre 2017 (consulté le 8 février 2018)
9. 1 2  (ja) « BD&DVD : OAV », sur Site officiel (consulté le 8 février 2018)
10. 1 2 3 4 5 6 7 8 9 10 11 12 13  (ja) « STAFF&CAST », sur Site officiel (consulté le 8 février 2018)
11. ↑  « Ki-oon refait votre vie avec ReLIFE », sur manga-news.com, 20 janvier 2016.
12. ↑  (en) « ReLIFE Manga Ends on March 16 With 222nd Chapter », sur Anime News Network, 8 février 2018 (consulté le 8 février 2018)
13. ↑  (en) Rafael Antonio Pineda, « ReLIFE Manga's Final Volume Includes New Epilogue Chapter : Manga ended in 2018, 15th volume shipped on Thursday », sur Anime News Network, 13 février 2020 (consulté le 26 février 2020)
14. ↑  (en) « TMS Entertainment to Produce ReLIFE Anime », sur Anime News Network, 21 janvier 2016 (consulté le 8 février 2018)
15. ↑  (en) « ReLIFE Anime's Main Staff Announced », sur Anime News Network, 12 février 2016 (consulté le 8 février 2018)
16. ↑  (ja) « ReLIFEチャンネルがオープン！TV放送に先駆けて全13話配信決定！ », sur Site officiel,‎ 12 juin 2016 (consulté le 8 février 2018)
17. ↑  « L’animé ReLIFE en simulcast chez Crunchyroll », sur mangamag.fr, 12 juin 2016.
18. ↑  GoToon, « ReLIFE en simulcast sur Crunchyroll : Et si vous pouviez revivre vos années de lycée ? », sur Crunchyroll, 12 juin 2016 (consulté le 8 février 2018)
19. ↑  GoToon, « L'intégrale de ReLIFE sera disponible d'un coup ! : Et si vous pouviez revivre vos années de lycée ? », sur Crunchyroll, 27 juin 2016 (consulté le 8 février 2018)
20. ↑  GoToon, « ANNONCE : les OAV de ReLIFE arrivent sur Crunchyroll : La conclusion de la série TV », sur Crunchyroll, 21 mars 2018 (consulté le 21 mars 2018)
21. ↑  (ja) « OPENING », sur Site officiel (consulté le 17 février 2017)
22. 1 2  (ja) « ENDING », sur Site officiel (consulté le 17 février 2017)
23. ↑  (en) « ReLIFE Manga Gets Stage Play Adaptation This Fall », sur Anime News Network, 21 janvier 2016 (consulté le 9 février 2018)
24. ↑  (ja) « INFORMATION », sur Site officiel (consulté le 8 février 2018)
25. 1 2  (ja) « CAST & STAFF », sur Site officiel (consulté le 8 février 2018)
26. 1 2  mrs_smith, « La pièce de théâtre ReLIFE en visuel : Les représentations auront lieu en septembre au Japon ! », sur Crunchyroll, 17 juillet 2016 (consulté le 8 février 2018)
27. ↑  (ja) « TICKETS & SCHEDULE », sur Site officiel (consulté le 8 février 2018)
28. 1 2 3 4 5 6  (en) « ReLIFE Stage Play's Cast, Performance Dates Announced », sur Anime News Network, 13 mai 2016 (consulté le 9 février 2018)
29. 1 2 3 4 5 6  (ja) « 舞台「ReLIFE」女性キャストも決定しました♪ », sur comico.jp,‎ 18 mai 2016 (consulté le 9 février 2018)
30. ↑  (ja) « 「ReLIFE」追加キャスト6人、ICONIQ改め伊藤ゆみは初舞台 », sur natalie.mu,‎ 22 août 2016 (consulté le 8 février 2018)
31. ↑  « Après l'animé, un film live ReLIFE en préparation », sur manga-news.com, 4 octobre 2016.
32. 1 2 3  (en) « ReLIFE Gets Live-Action Film Adaptation With Original Ending », sur Anime News Network, 3 octobre 2016 (consulté le 8 février 2018)
33. ↑  (en) « 中川大志＆平祐奈のW主演作「ReLIFE」、主題歌は井上苑子の書き下ろし楽曲 », sur natalie.mu,‎ 11 décembre 2016 (consulté le 8 février 2018)
34. ↑  (en) « Sonoko Inoue Performs ReLIFE Live-Action Film's Theme Song », sur Anime News Network, 12 décembre 2016 (consulté le 8 février 2018)
35. ↑  (en) « ReLIFE Live-Action Film Casts Yudai Chiba as Ryō Yoake », sur Anime News Network, 2 décembre 2016 (consulté le 8 février 2018)
36. ↑  (en) « ReLIFE Live-Action Film Casts Model Sae Okazaki as An Onoya », sur Anime News Network, 23 novembre 2016 (consulté le 8 février 2018)
37. ↑  (en) « Live-Action ReLIFE Manga Casts Mahiro Takasugi as Kazuomi Ōga », sur Anime News Network, 9 novembre 2016 (consulté le 8 février 2018)
38. ↑  (en) « ReLIFE Live-Action Film Casts Elaiza Ikeda as Rena Kariu », sur Anime News Network, 18 novembre 2016 (consulté le 8 février 2018)
39. ↑  (en) « Japanese Comic Ranking, November 10–16 », sur Anime News Network, 20 novembre 2014 (consulté le 11 février 2018)
40. ↑  (en) « Japanese Comic Ranking, March 30-April 5 », sur Anime News Network, 8 avril 2015 (consulté le 11 février 2018)
41. ↑  (en) « Japanese Bookstores Recommend 15 Top Manga for 2015 », sur Anime News Network, 4 février 2015 (consulté le 11 février 2018)
42. ↑  (en) Mikikazu Komatsu, « Kensho Ono, Ai Kayano to Lead in "ReLIFE" TV Anime : Other cast will be revealed at the Anime Japan 2016 event on March 27 », sur Crunchyroll, 8 février 2016 (consulté le 11 février 2018)
43. ↑  (en) Mikikazu Komatsu, « "ReLIFE" Live-Action Film Adaptation Scheduled for April 15, 2017 : Directed by Takeshi Furusawa (Kyo, Koi o Hajimemasu, Clover) », sur Crunchyroll, 4 octobre 2016 (consulté le 11 février 2018)

### Œuvres
Édition japonaise
1. 1 2  (ja) « ReLIFE ① », sur Earth Star Entertainment (consulté le 8 février 2018)
2. 1 2  (ja) « ReLIFE ② », sur Earth Star Entertainment (consulté le 8 février 2018)
3. 1 2  (ja) « ReLIFE ③ », sur Earth Star Entertainment (consulté le 8 février 2018)
4. 1 2  (ja) « ReLIFE ④ », sur Earth Star Entertainment (consulté le 8 février 2018)
5. 1 2  (ja) « ReLIFE ⑤ », sur Earth Star Entertainment (consulté le 8 février 2018)
6. 1 2  (ja) « ReLIFE ⑥ », sur Earth Star Entertainment (consulté le 8 février 2018)
7. 1 2  (ja) « ReLIFE ⑦ », sur Earth Star Entertainment (consulté le 8 février 2018)
8. 1 2  (ja) « ReLIFE ⑧ », sur Earth Star Entertainment (consulté le 1er mai 2018)
9. 1 2  (ja) « ReLIFE ⑨ », sur Earth Star Entertainment (consulté le 1er mai 2018)
10. 1 2  (ja) « ReLIFE ⑩ », sur Earth Star Entertainment (consulté le 1er mai 2018)
11. 1 2  (ja) « ReLIFE ⑪ », sur Earth Star Entertainment (consulté le 11 décembre 2019)
12. 1 2  (ja) « ReLIFE ⑫ », sur Earth Star Entertainment (consulté le 11 décembre 2019)
13. 1 2  (ja) « ReLIFE ⑬ », sur Earth Star Entertainment (consulté le 11 décembre 2019)
14. 1 2  (ja) « ReLIFE ⑭ », sur Earth Star Entertainment (consulté le 11 décembre 2019)
15. 1 2  (ja) « ReLIFE ⑮ », sur Earth Star Entertainment (consulté le 26 février 2020)

Édition française
1. 1 2  (fr) « ReLIFE T01 », sur Ki-oon (consulté le 8 février 2018)
2. 1 2  (fr) « ReLIFE T02 », sur Ki-oon (consulté le 8 février 2018)
3. 1 2  (fr) « ReLIFE T03 », sur Ki-oon (consulté le 8 février 2018)
4. 1 2  (fr) « ReLIFE T04 », sur Ki-oon (consulté le 8 février 2018)
5. 1 2  (fr) « ReLIFE T05 », sur Ki-oon (consulté le 8 février 2018)
6. 1 2  (fr) « ReLIFE T06 », sur Ki-oon (consulté le 8 février 2018)
7. 1 2  (fr) « ReLIFE T07 », sur Ki-oon (consulté le 21 mars 2018)
8. 1 2  (fr) « ReLIFE T08 », sur Ki-oon (consulté le 21 mars 2018)
9. 1 2  (fr) « ReLIFE T09 », sur Ki-oon (consulté le 21 mars 2018)
10. 1 2  (fr) « ReLIFE T10 », sur Ki-oon (consulté le 11 décembre 2019)
11. 1 2  (fr) « ReLIFE T11 », sur Ki-oon (consulté le 11 décembre 2019)
12. 1 2  (fr) « ReLIFE T12 », sur Ki-oon (consulté le 11 décembre 2019)
13. 1 2  (fr) « ReLIFE T13 », sur Ki-oon (consulté le 26 février 2020)
14. 1 2  (fr) « ReLIFE T14 », sur Ki-oon (consulté le 30 octobre 2020)
15. 1 2  (fr) « ReLIFE T15 », sur Ki-oon (consulté le 17 avril 2021)